# جيريمي سيغل
جيريمي سيغل (بالإنجليزية: Jeremy Siegel) هو اقتصادي أمريكي، ولد في 14 نوفمبر 1945.